# 蒂姆·格罗曼
蒂姆·格罗曼（德語：Tim Grohmann，1988年12月27日—），德国男子赛艇运动员。他曾代表德国参加2012年夏季奥林匹克运动会赛艇比赛，联同卡尔·舒尔策、菲利普·文德和劳里茨·朔夫获得男子四人双桨金牌。